# 侯赛因·胡塞
侯赛因·巴德尔·丁·胡塞（阿拉伯语：حسين بدر الدين الحوثي，Ḥusain Badr ad-Dīn al-Ḥūṯī;‎，1959年8月20日—2004年9月10日）是也門宗教、政治及軍事領袖，胡塞武裝的始創人，在1993年至1997年也曾擔任也門眾議院的議員，在也門北部山區部落及宗教界有許多支持者。2004年，侯赛因發動也門胡塞叛亂，不久後旋即於與官軍的戰鬥中陣亡，身後其信眾正式將組織以其姓氏冠名以茲紀念。